# Hospital de la Latina

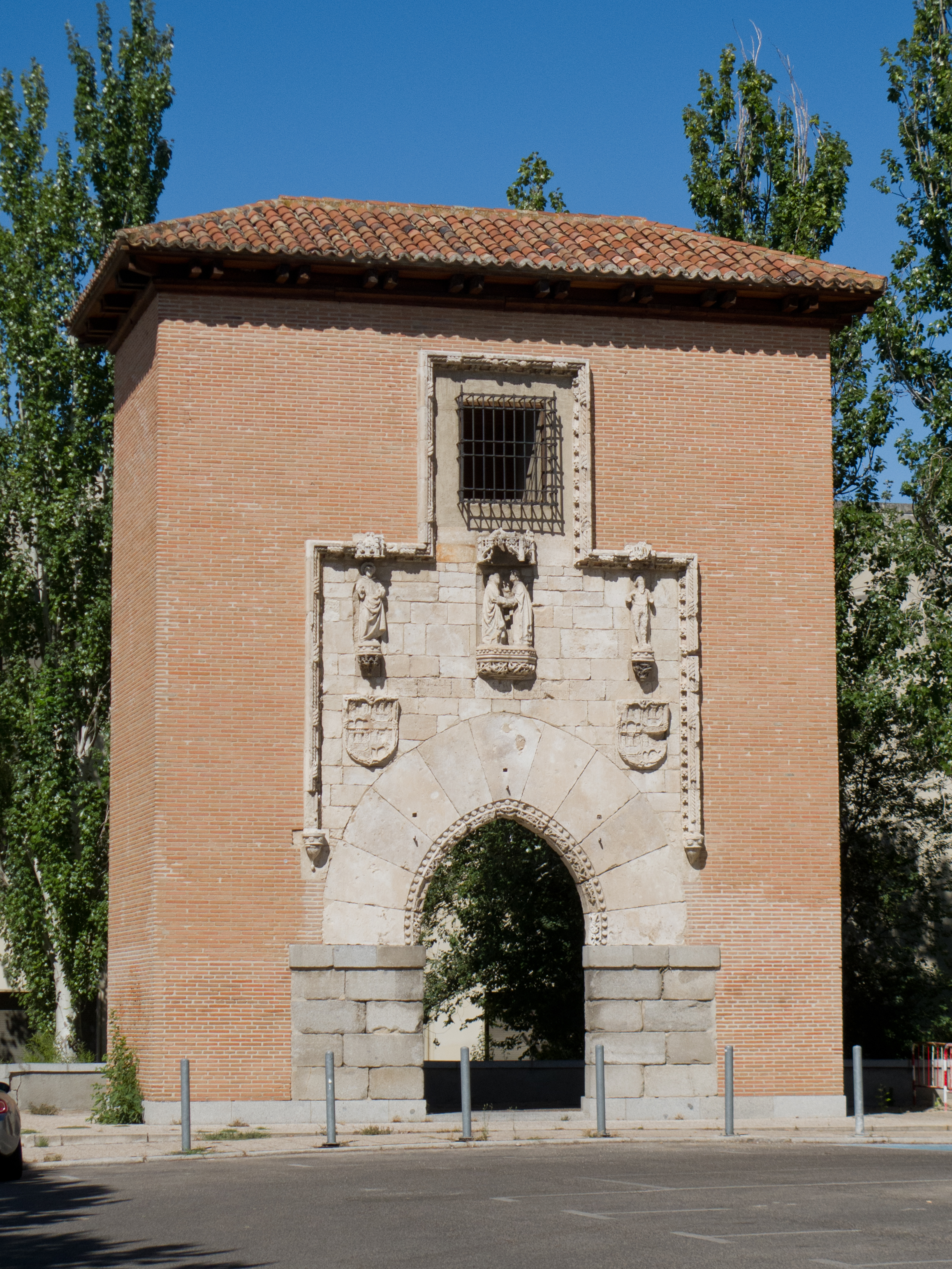
Sjukhusportalen, nu vid Arkitekturskolan.

Hospital de la Latina (fullständigt namn Hospital de la Concepción de Nuestra Señora)) var ett sjukhus som grundades i Madrid i Spanien 1499 och som därefter populärt kom att kallas La Latina, efter smeknamnet för dess grundare, Beatriz Galindo.
Det lilla sjukhuset, på gatan calle de Toledo, var uppdelat i två zoner, den första för profana och den andra för religiösa. Under spanska självständighetskriget fungerade det som militärsjukhus och överlevde fram till 1906 då det revs på grund av en breddning av gatan. Portalen, med sin spetsbåge och tre skulpturer med gotiska tak och grundarnas sköldar, monterades ned och fördes till Arkitekturskolan i Madrid.